# 세츠나 (반요 야샤히메)
세츠나(영어: Setsuna 일본어: せつな(刹那))는 타카하시 루미코의 시대극 액션 판타지 소년만화 《 이누야샤 》의 정식 애니메이션 후속작 《 반요 야샤히메 》의 주인공이다. 주인공 3인 체제를 이루는 다른 두 명이자 쌍둥이 언니인 토와, 부계 사촌인 모로하와 함께 극을 이끌게 된다.
1기 24화에 1회 사망한다. 다만 토와가 천생아를 받았으므로 2기 1화부터 다시 살아났다.

## 능력 및 전투력
언니인 히구라시 토와와 달리
실전 경험이 많기에
전투력은 뛰어나나,
언니에 미치지 못하는 편.

## 무기

### 카네미츠의 토모에 (金光の巴)
세츠나는 카네미츠의 토모에 (金光の巴)라는 나기나타 (체도, 薙刀)를 간판 주력 무기로 사용한다. 카고메가 파마의 화살, 이누야샤가 철쇄아, 셋쇼마루가 폭쇄아를 간판 무기로 활용하는 것과 비슷한 예시. 손잡이의 끝에 곡선으로 휘어진 칼날이 달린 창으로 요력을 한 곳으로 집중해 광선 형태의 검압을 상대에게 방출시킬 수 있다. 카네미츠의 토모에뿐만 아니라 필요하다면 활과 화살, 일본도도 능수능란하게 다룰 수 있는 것으로 보인다. 카네미츠의 토모에는 24화 파괴된다.

### 필살기
이누야샤와 셋쇼마루, 투아왕처럼 필살기를 사용할 때 그 이름을 외치며 날린다. 세츠나는 전국시대를 누비며 험난한 실전에서 갖가지 요괴들과 싸워오며 힘을 키워왔기 때문에 현대에서 인간 건달들과 평화롭게 싸워온 토와와 달리 실전 전투력과 경험에 있어서 우위에 서 있다.
- 선풍진

- 제비무리의 비상

- 기생나방의 달

## 신분 및 가족 관계
- 전국시대의 개요괴 일가
  - 친조부: 개 대장 (이름 미공개)
  - 친조모: 이름 미공개
  - 친부: 셋쇼마루 (殺生丸)
  - 친모: 링 (りん)
  - 쌍둥이 언니: 토와
  - 숙부: 이누야샤 (犬夜叉)
  - 숙모: 히구라시 카고메 (日暮かごめ)
  - 친사촌: 모로하 (もろは)
  - 숙모의 남동생, 언니의 양부: 히구라시 소타 (日暮 草太)
  - 숙모의 남동생 배우자, 언니의 양부의 배우자: 히구라시 모에 (日暮 萌)
  - 숙모의 남동생과 언니 양부의 배우자의 딸: 히구라시 메이 (日暮 芽衣)
  - 숙모의 할아버지: 히구라시 신관 (かごめと草太のお祖父さん)
  - 숙모의 어머니: 히구라시 주부 (かごめと草太の母上)